# سوبود

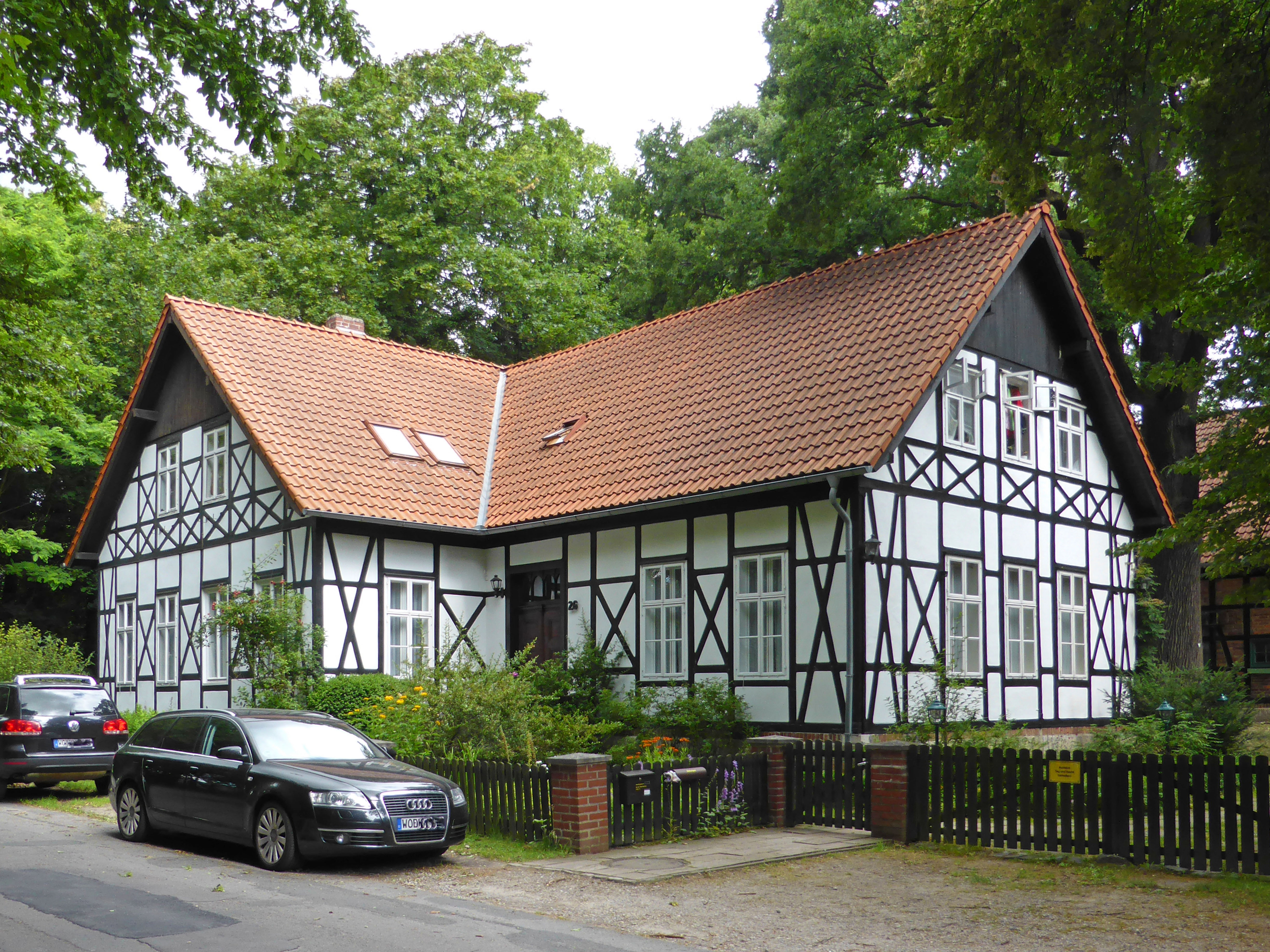

سوبود حركة روحانية عالمية ابتدأت في اندونيسيا في العشرينيات من القرن العشرين من طرف محمد صبح سموحاويدجوجو. يعتبر أصل السوبود تمرينا روحانيا يسمّى في اندونيسيا ب«لاتيهان».
ينتشر تجمع السوبود عبر 83 دولة في العالم، ويبلغ عدد أعضائه حوالي 10.000 عضو.